# ティロタマ・ショーム
ティロタマ・ショーム（Tillotama Shome、1979年6月25日 - ）は、インドの女優。『あなたの名前を呼べたなら』の演技でフィルムフェア賞 審査員選出女優賞を受賞している。

## 生い立ち
アヌパムとバーイサキー・ショームの娘としてコルカタで生まれ、父がインド空軍の軍人だったため幼少期は各地を転々とした。デリーのレディ・シュリ・ラーム・カレッジに進学し、アルヴィンド・ガウルが主催する劇団「アスミタ劇場」に参加した。2004年秋にニューヨークに留学し、ニューヨーク大学で演劇教育の修士課程を修了後は同地で社会活動に従事し、2008年5月に帰国してムンバイに移住した。ニューヨークでは刑務所で服役する殺人犯たちに演劇を指導する活動を行っていた。

## キャリア
2001年にミーラー・ナーイルの『モンスーン・ウェディング』で映画デビューし、2004年にフローリアン・ガレンベルガーの『Shadows of Time』に出演した。インドに帰国後の2008年にクレア・マッカーシーの『The Waiting City』で修道女を演じた。マハシュウェタ・デヴィの小説を原作とした『Gangor』ではソーシャルワーカーを演じている。2012年にカウシク・ムカルジーの『Tasher Desh』に出演し、同年にディバーカル・バナルジーの『Shanghai』にも出演している。Rediff.comは『Shanghai』での演技を「ショームはヒンディー語映画で今年最も胸を打つ演技を見せた」と批評している。2013年に出演した『Qissa』では男性として育てられた女性を演じ、アブダビ映画祭のニュー・ホライズン部門女優賞を受賞するなど高い評価を受けた。

## 私生活
2015年にジャヤー・バッチャンの甥であるクナール・ロスと結婚した。

## フィルモグラフィー

### 映画
- モンスーン・ウェディング（2001年）
- Butterfly（2003年）

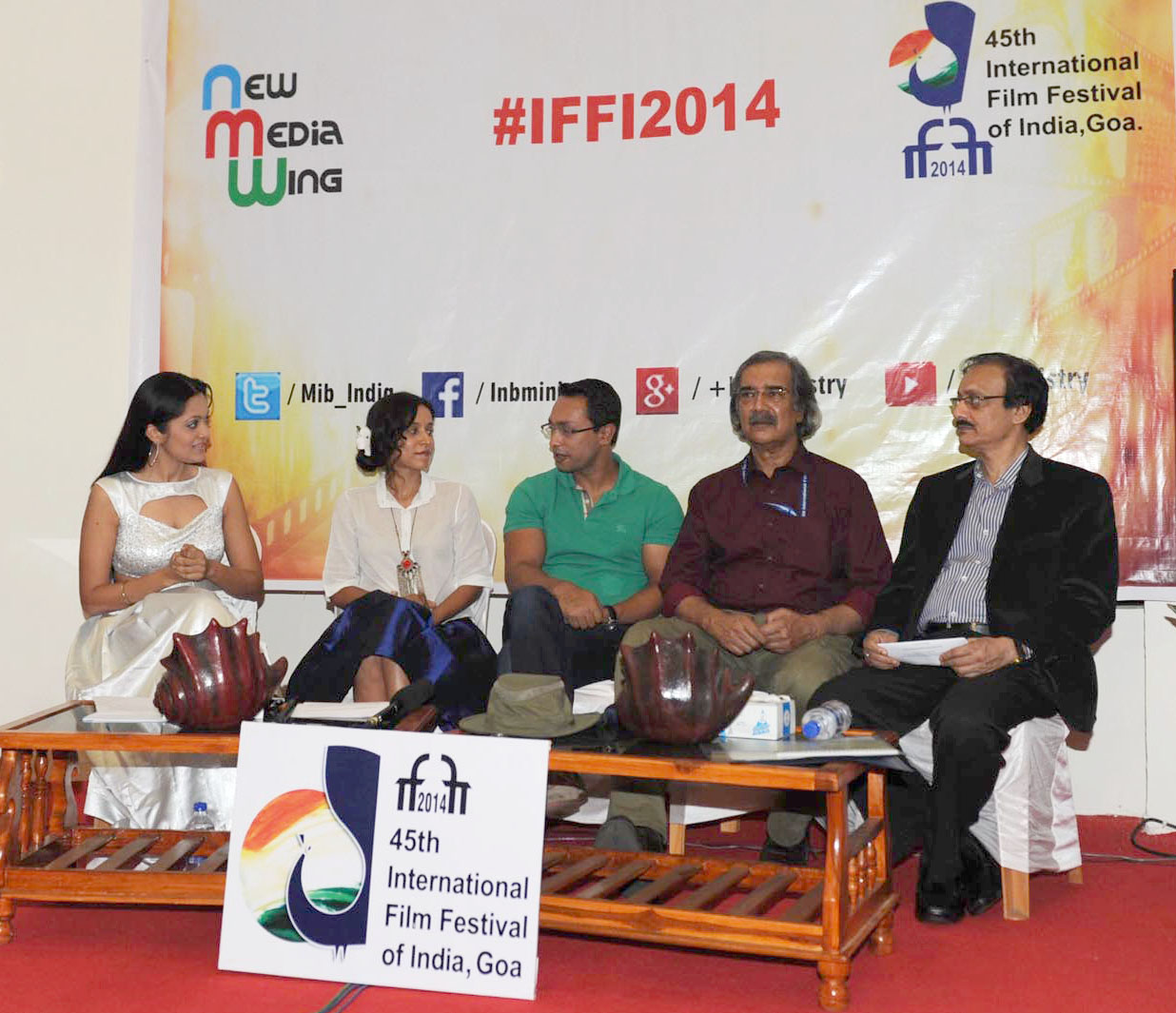
第45回インド国際映画祭に出席するティロタマ・ショーム（左から2人目）

- Shadows of Time（2004年）
- Long After（2006年）
- Little Box of Sweets（2006年）
- Zamir and Preeti: A Love Story（2009年）
- Clap Clap（2009年）
- Boond（2009年）
- The Waiting City（2009年）
- Futurestates（2010年）
- Gangor（2010年）
- Turning 30（2011年）
- Shanghai（2012年）
- Tasher Desh（2012年）
- Sahasi Chori（2013年）
- Aatma - Feel It Around You（2013年）
- Qissa（2013年）
- Sold（2014年）
- Children of War（2014年）[15]
- Monsoon Baby（2014年）
- The Letters（2014年）
- Nayantara's Necklace（2015年）
- Love Shots（2016年）
- Budhia Singh – Born to Run（2016年）
- Union Leader（2017年）
- ヒンディー・ミディアム（2017年）
- A Death in the Gunj（2017年）
- The Song of Scorpions（2017年）
- Kadvi Hawa（2017年）
- あなたの名前を呼べたなら（2018年）
- Mentalhood（2019年）
- Raahgir - The Wayfarers（2019年）
- イングリッシュ・ミディアム（2020年）
- Chintu Ka Birthday（2020年）
- Deep6（2021年）
- 慕情のアンソロジー2（英語版）（2023年）
- The Fable（2024年）

### テレビシリーズ
- Futurestates（2010年）
- Monsoon Baby（2014年）
- Love Shots（2016年）
- Mentalhood（2020年）
- デリー凶悪事件（英語版）（2022年）
- The Night Manager（2023年）
- トゥース・フェアリー 〜恋のヒト噛み〜（英語版）（2023年）

## 受賞歴

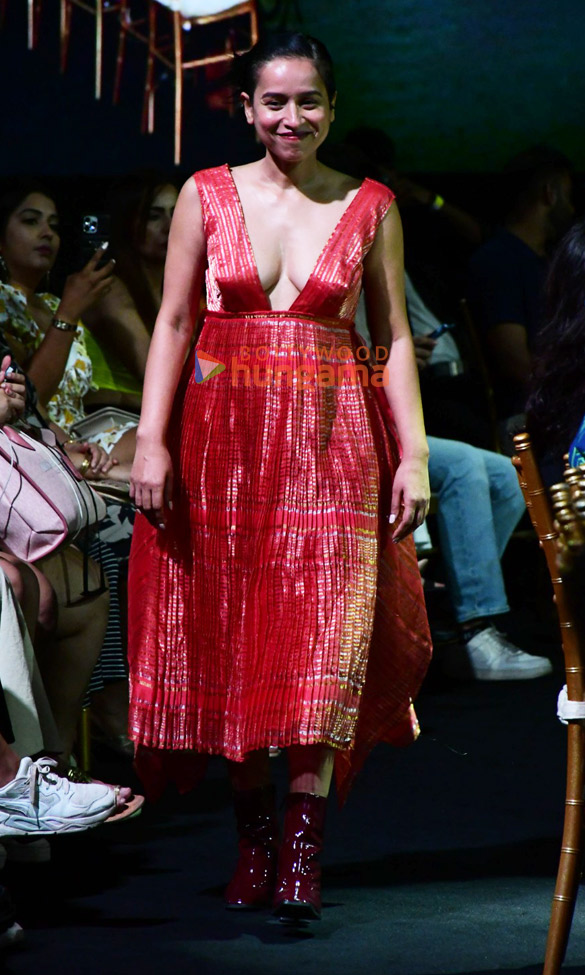
ファッションショーに参加するティロタマ・ショーム（2024年）

| 年                                                 | 部門                     | 作品                         | 結果             | 出典             |
| フィルムフェア賞                                   | フィルムフェア賞         | フィルムフェア賞             | フィルムフェア賞 | フィルムフェア賞 |
| -------------------------------------------------- | ------------------------ | ---------------------------- | ---------------- | ---------------- |
| 2018年                                             | 助演女優賞               | 『A Death in the Gunj』      | ノミネート       | [ 16 ]           |
| 2021年                                             | 審査員選出女優賞         | 『あなたの名前を呼べたなら』 | 受賞             | [ 17 ]           |
| フィルムフェアOTT賞                                |                          |                              |                  |                  |
| 2023年                                             | ドラマシリーズ助演女優賞 | 『The Night Manager』        | ノミネート       | [ 18 ] [ 19 ]    |
| 2023年                                             | ドラマシリーズ助演女優賞 | 『デリー凶悪事件』           | 受賞             | [ 18 ] [ 19 ]    |
| FOIオンライン賞                                    |                          |                              |                  |                  |
| 2018年                                             | 助演女優賞               | 『A Death in the Gunj』      | ノミネート       | [ 20 ]           |
| 2018年                                             | アンサンブル演技賞       | 『A Death in the Gunj』      | 受賞             | [ 20 ]           |
| 2021年                                             | 主演女優賞               | 『あなたの名前を呼べたなら』 | 受賞             | [ 21 ]           |
| インディアン・フィルム・フェスティバル・メルボルン |                          |                              |                  |                  |
| 2018年                                             | 主演女優賞               | 『あなたの名前を呼べたなら』 | ノミネート       |                  |
| 2023年                                             | ドラマシリーズ主演女優賞 | 『デリー凶悪事件』           | ノミネート       |                  |